# علم الطب العرقي

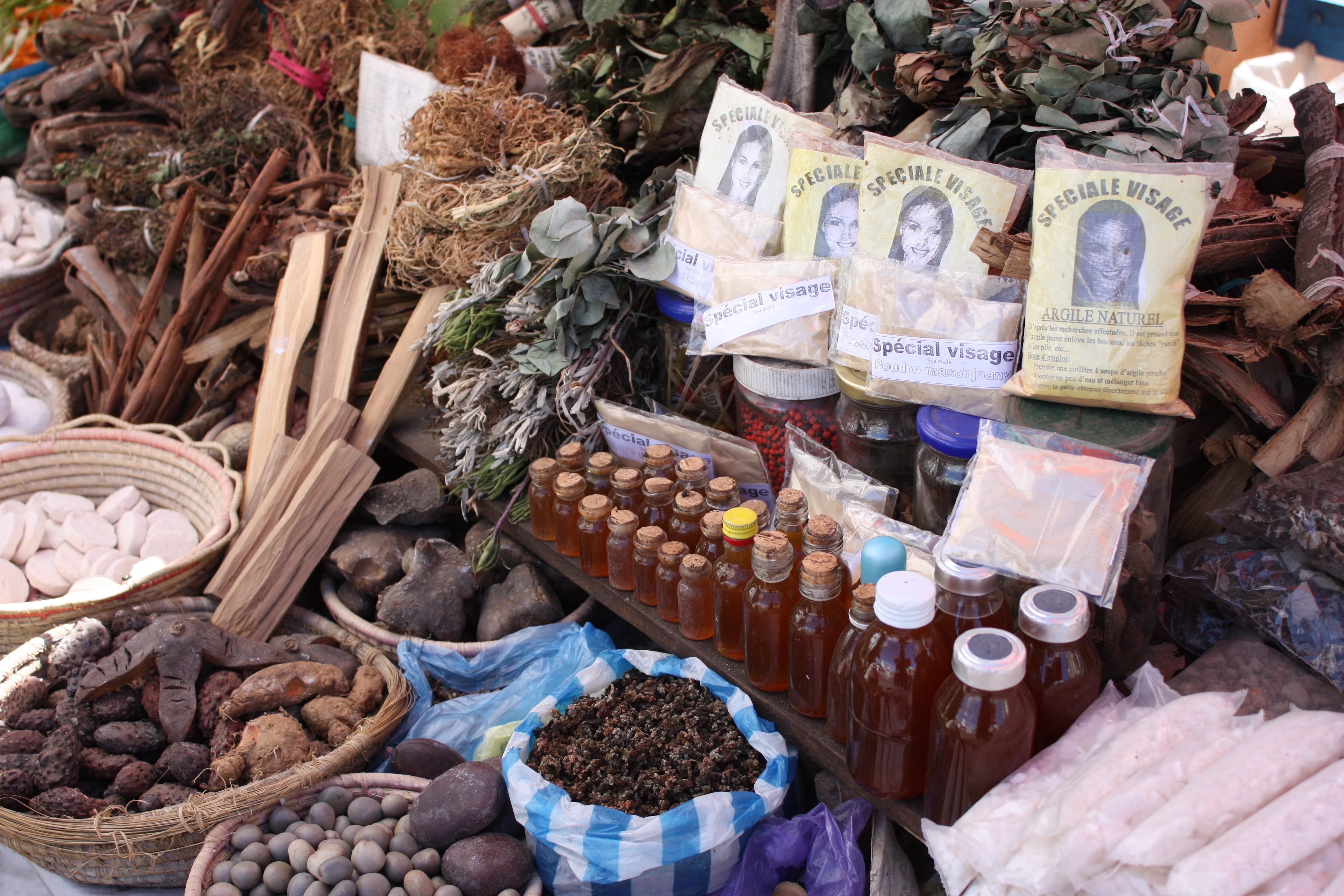

علم الطب العِرقي هو دراسة أو مقارنة بين الطب التقليدي الذي تمارسه جماعات عرقية مختلفة، ولا سيما من جانب الشعوب الأصلية. تستخدم كلمة الطب العِرقي أحيانًا كمرادف للطب التقليدي.
يعتبر الطب العِرقي مبحث متعدد التخصصات؛ ففي دراسته للأدوية التقليدية، فإنه يستخدم النباتات الشعبية وطب علم الإنسان. وغالبًا ما يتم الحفاظ على التقاليد الطبية المهتم بدراستها بالتقليد الشفوي فقط .
تشكل الدراسات العلمية للطب العِرقي أما بحوثًا في علم الإنسان «الأنثروبولوجيا» أو بحث لاكتشاف دواء . تبحث الدراسات الأنثروبولوجية التصور الثقافي وسياق الطب التقليدي. ويكون الغرض من بحوث اكتشاف الأدوية هو تحديد وابتكار إنتاج الأدوية القابلة للتسويق.

## الصيدلة العِرقية
الصيدلة العِرقية هي دراسة ما يتعلق بالمجموعات العِرقية واستخدامهم للعقاقير. واضحٌ أن الصيدلة العِرقية ترتبط باستخدام النبات،علم النباتات الشعبي،إذ أنها الجزء الرئيسي للمستحضرات الصيدلانية. الصيدلة العِرقية هو علم متعدد التخصصات يهتم بفهم واستخدام المستحضرات الصيدلانية في مجتمع بشري معين. رُكز منذ زمن طويل على الأدوية التقليدية، على الرغم من أن هذا النهج أثبت أنه مفيد لدراسة الأدوية الحديثة. فهو يتعامل مع دراسة الوسائل الصيدلانية ذات الصلة بالسياقات الثقافية لاستخدامها، مثل دراسة المحددات الثقافية التي تميز استخدام هذه الوسائل في الثقافة. تشتمل الصيدلة العرقية على دراسة:
1. تحديد الهوية والتصنيف العِرقي (تصنيفًا معرفيًا) للمواد الطبيعية (النهائية)، الذي سيتم إنتاج العلاج منها (البيولوجيا الطبية العرقية : النباتات الطبية وعلم الفطريات العرقية وعلم الحيوان العرقي )
2. الاعدادات التقليدية للأشكال الصيدلانية (الأدوية العِرقية)؛
3. التقييم الحيوي للعمل الدوائي لهذه المستحضرات (علم الصيدلة العرقية)؛
4. فعاليتهم الإكلينيكية (الصيدلة الإكلينيكية العِرقية)؛
5. الجوانب الاجتماعية والطبية المُستخدم فيها هذه المستحضرات (علم الإنسان الطبي/الطب العِرقي)
6. القضايا المتصلة بممارسة الصيدلة والصحة العامة فيما يتعلق بالاستخدام العام و/أو إعادة تقييم هذه الأدوية

يتشارك الطب العِرقي تضاريسًا مشتركة مع الأنثروبولوجيا الطبية وعلم الانسان الدوائي. كما تتصل الصيدلة الطبية بالفارماكوابيديميولوجي، وهو دراسة كيفية استخدام الأدوية وتأثيرها على أعداد كبيرة من الناس.
عند التحقيق في منتج طبيعي يستخدم كدواء في أي ثقافة، من المهم أن تكون أساليب الجمع والاستخراج والإعداد هي نفسها أو مشابهة لتلك المستخدمة من قبل المجموعة العرقية.هذا لضمان الاتساق وشرعية التجريب.

## للقراءة المتعمقة
- Lee, Roberta; Balick, Michael J. (2001). "Ethnomedicine: Ancient Wisdom for Contemporary Healing" (PDF). Alternative Therapies in Health and Medicine. 7 (3): 28–30. Retrieved 12 June 2013.
- Fábrega, Horacio, Jr. Evolution of Sickness and Healing. Berkeley: University of California Press, 1997. Access apr. 2015
- Willem, Jean-Pierre Willem, Jean-Pierre
- Willem, Jean-Pierre (2009). Mémoires d'un médecin aux pieds nus [Memoires of a Barefoot Doctor] (in French). Paris: Éditions Albin Michel. (ردمك 978-2-226-18987-5).

## انظر أيًضا
- أيورفيدا
- علم الأحياء العرقي
- علم النباتات الشعبي
- تداوي بالأعشاب
- بحث طبي
- الطب
- علم العقاقير
- الشامانية
- الطب التقليدي الأفريقي
- الطب الصيني
- الطب الكوري التقليدي
- المعرفة البيئية
- طب تقليدي

## روابط خارجية
- Journal of Ethnobiology and Ethnomedicine
- The Institute for Ethnomedicine
- Ethnomedicine Practitioners Association of South Africa نسخة محفوظة 15 مارس 2014 على موقع واي باك مشين.